# 庫爾斯克區

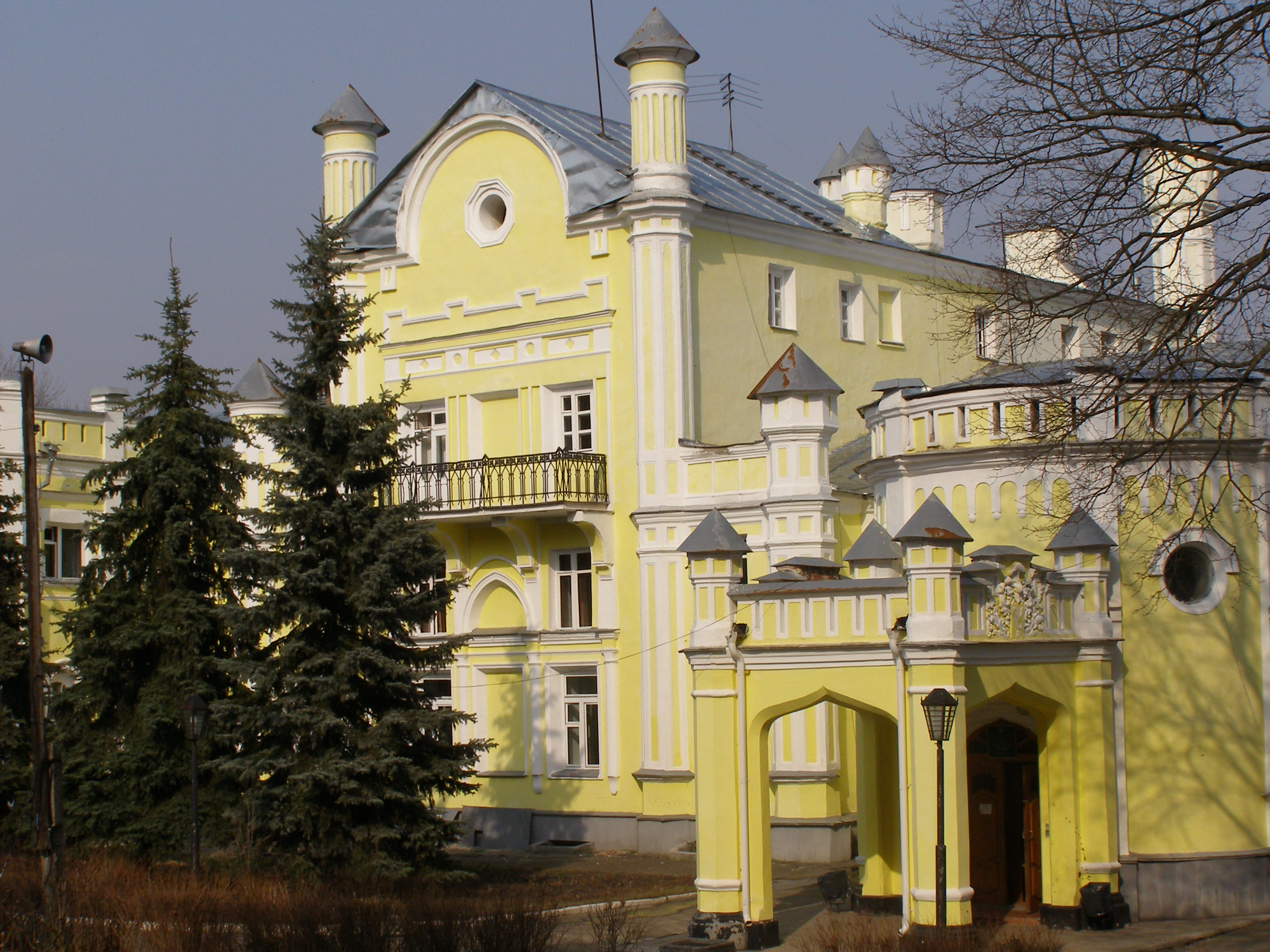

51°44′N 36°11′E / 51.733°N 36.183°E
庫爾斯克區（俄语：Курский район）是俄羅斯的一個區，位於該國西部，由庫爾斯克州負責管轄，面積1,620平方公里，2010年該區人口54,778，人口密度每平方公里33.81人。